# 여자 대 여자
《여자 대 여자》는 1998년 4월 26일부터 1999년 10월 14일까지 문화방송(MBC TV)에서 방송된, 시트콤 성향이 두드러진 주간 코미디 드라마 작품이었다.

## 트리비아
1998년 당시 MBC TV 시트콤 사상 최초로, 주간 시트콤의 성향에 홈 드라마(가족극)의 요소를 대부분의 주요적으로 가미하기도 했던 해당 작품은 사돈댁 쌍과부(남편의 과부 여동생과 아내의 과부 여동생), 그리고 손윗동서(형님 아내)보다 나이 많은 손아랫동서(남동생 아내)를 비롯하여 한 가정에서 빚어지는 갈등과 화해, 그리고 주변 시장 사람들의 삶을 그린 주간 코미디 드라마인데 그 당시의 대부분의 시트콤이 그랬던 것처럼 남녀관계나 가족의 일상을 감각적이고 비현실적으로 다뤘다는 지적 등이 있었다.

## 주요 등장 인물
- 전원주 : 전소영 역
- 배일집 : 김민준 역
- 조민수 : 조은애 역
- 이경실 : 이인숙 역
- 정성모 : 김성진 역
- 홍기훈 : 김우진 역
- 김완선 : 김다경 역
- 김효진 : 김연경 역
- 김진수 : 송준규 역
- 조혜련 : 조 팀장 역
- 윤철형 : 윤 팀장 역
- 김형자 : 인숙 모 역
- 남능미 : 은애 모 역
- 홍승옥
- 고두옥 : 정훈 역
- 김성은 : 김진실 역
- 박형선
- 이선정 : 홍미정 역
- 우희진 : 정소희 역
- 황현준 : 정상호 역
- 한희 : 정혜린 역
- 홍수현 : 최정숙 역
- 허영란 : 정혜원 역
- 양소민
- 이혜련 : 이혜수 역
- 차태현 → 김성환 : 김상철 역
- 박상아 : 박미희 역
- 차승원 : 김정훈 역
- 손소영
- 김현철
- 이윤석 : 이태기 역
- 서경석 : 서영석 역
- 노현희
- 권오중 : 강경호 역
- 김남주 : 한지영 역
- 고소영 : 한지수 역 - 한지영의 동생
- 구본승 : 이상훈 역
- 구본영 : 고선영 역
- 김윤정 : 이혜원 역
- 김태연 : 배종희 역
- 김민희 : 서은주 역
- 김광필 : 강기형 역
- 김단비 : 김단비 역 - 강기형의 여자친구
- 김진 : 마갑주 역
- 권민중 : 정혜진 역 - 마갑주의 여자친구
- 권혁종 : 이윤기 역
- 김정민 : 선일승 역
- 권현영 → 권이지 : 한지혜 역 - 이윤기와 짝사랑은 선일승의 여자친구
- 고주희 : 황재영 역
- 고수 : 정수현 역
- 김희선 : 오준희 역 - 정수현의 연인
- 김동완 : 민준 역
- 구자미 : 한여진 역
- 강우경 : 박지영 역
- 김지연 : 윤혜수 역
- 곽정욱 : 강찬우 역
- 김유리 : 유여리 역
- 고호경 : 조은경 역
- 김민상 : 김동완 역
- 추은주 : 한영애 역
- 박채림 : 김지영 역
- 노형욱 : 박진우 역
- 노희지 : 정슬기 역
- 전성초 : 정미애 역
- 김학준 : 김성진 역
- 최민용 : 김성훈 역
- 최강희 : 한나영 역
- 최정윤 : 한영숙 역
- 최지나 : 윤미영 역
- 최지우 : 오정숙 역
- 주현 : 김도희 역
- 전무송 : 송미자 역
- 문성근 : 김현수 역
- 한석규 : 이한수 역
- 심은하 : 김미연 역
- 김정현 : 이상훈 역
- 강성연 : 한미경 역
- 권상우 : 강현수 역
- 전유경 → 오유나 → 김현주 : 이상희 역
- 김하늘 : 한가인 역
- 윤동원 → 주한울 : 송준규 역
- 최우혁 : 박기정 역
- 최정 : 오정화 역
- 유동근 : 윤정호 역
- 채시라 → 김희애 → 김영애 : 이순자 역
- 양정아 → 최진실 : 김영희 역
- 김혜수 : 김혜진 역
- 이영애 : 이소연 역
- 최수종 : 김영수 역
- 소지섭 → 차인표 : 이상호 역
- 송승헌 : 이상민 역
- 송종호 : 홍준호 역
- 신주리 : 정선미 역
- 성현아 : 고현주 역
- 신소미 : 한지은 역
- 안재모 → 김민종 : 정훈 역
- 김지호 : 유정 역
- 김지영 : 윤미 역
- 김윤경 : 유미 역
- 김정은 : 한선영 역
- 이한우 : 헤르만 얀 셰르비트 교수 역
- 김린 : 정희자 역
- 장동건 : 이호 역
- 이세창 : 정우철 역
- 박형준 : 한석규 역
- 김찬우 : 한석규의 친구 강태구 역
- 김나운 : 김도현 역
- 신윤정 : 이영애 역
- 김호진 : 윤성훈 역
- 김자옥 : 한금옥 역
- 고두심 : 박순자 역
- 최준용 : 조재환 역
- 허준호 : 오승태 역
- 김세아 : 오수진 역
- 김선아 : 정해림 역
- 주용만 : 주재형 역
- 이재룡 : 김광수 역
- 이영범 : 한상인 역
- 양미경 : 박미라 역
- 이미영 : 김정희 역
- 유서진 : 이영미 역
- 김승환 : 홍석철 역
- 김규철 : 진상 역
- 손민우 : 박진영 역
- 문회원 : 한 교수 역
- 현숙희 : 정희자 역
- 정영금 : 유미자 역
- 고용화 : 장미선 역
- 김혜옥 : 조미경 역
- 김형범 : 강태수 역 - 강태수는 유능한 광고 회사의 부장으로, 회사의 후배인 '이은주'와의 갈등과 사랑 이야기를 중심으로 전개됩니다.
- 차승민 : 이은주 역 - 이은주는 강태수의 후배로, 직장 내에서의 갈등과 개인적인 감정을 중심으로 이야기가 전개됩니다.
- 전성은 : 김미숙 역 - 김미숙은 강태수와의 관계에서 중요한 역할을 하며, 드라마의 전개에 큰 영향을 미칩니다.
- 이창주 : 박상철 역 - 박상철은 김미숙과의 관계를 중심으로 이야기가 전개되며, 드라마의 갈등 구조에 중요한 역할을 합니다.
- 이제니 : 한은영 역
- 이의정 : 김은정 역
- 안문숙 : 정혜경 역
- 원종례 : 김정희 역
- 이상우 : 이상우 역
- 이선희 : 이선희 역
- 전재룡 : 박상두 역
- 김철기 : 이수남 역
- 강용석 : 홍주영 역
- 고정민 : 민서영 역
- 이은주 : 말레이시아 콸라 룸푸르에서 잠시 귀국한 룸파스 대학교 행정학과 3학년 1학년 수료 및 휴학중인 뱀띠 22세 교포 겸 유학생 하광숙 역
- 함신영 : 김철수 역
- 허성수 : 송미경 역
- 조재혁 : 이철우 역
- 박주희 : 김정희 역

## 참고 사항
- 이 드라마의 주조연 및 단역을 포함한 역대 총 출연진 중 최고령 출연자는 1998년 10월 당시, 극중 김민준(배일집 분)의 이복 고모[주 1] 김복희 여사님의 시아버님 최구재 역으로 단역 출연한 남성 원로 영화배우 겸 연기자 장인한(1918년생) 선생이며, 차고령 출연자는 역시 1998년 10월 당시 극중 김민준(배일집 분)의 이복 고모 김복희 여사님의 시갓댁 막내 시숙부 최구수 역으로 단역 출연한 원로 영화배우 겸 연기자 양일민(1928년생) 선생이다.[주 2]

## 방영 목록
제1화 가지많은 나무 바람잘날 없어
제2화 101번째 프로포즈
제3화 고개숙인 남자
제4화 누나 미안해
제5화 사돈과 사돈이 만날때
제6화 결혼이 정말 어려웠어요
제7화 신혼여행
제8화 된장국과 토스트
제9화 친구과 동서
제10화 돈이 뭐길래
제11화 김밥 옆구리 터지는 이야기
제12화 보약은 보약이다
제13화 사랑은 얄미운 나비
제14화 부모는 봉?
제15화 내겐 너무 뚱뚱한 당신
제16화 그들만의 휴가
제17화 미꾸라지 한 마리
제18화 우정이상 사랑이하
제19화 아기 만들기
제20화 철부지 시누이
제21화 맏며느리
제22화 연애의 법칙
제23화 청혼 대작전
제24화 남자들의 첫사랑
제25화 처가살이 사위살이
제26화 처녀들의 저녁식사
제27화 남편은 어린 애
제28화 기막힌 남자들
제29화 위기의 엄마들
제30화 엄마가 되고싶은 여자
제31화 여자들의 전쟁
제32화 미스터 플라워
제33화 사랑의 슬픔
제34화 크리스마스의 기적
제35화 점이 뭐길래
제36화 우정의 유효기한
제37화 시어머니는 여자하기 나름
제38화 여자들의 자존심
제39화 내 친구의 아내를 탐하지 말라
제40화 아버지에게 애인이 생겼어요
제41화 지퍼게이트
제42화 돈때문에 난리났네
제43화 양심과 초보운전
제44화 아버지 대 어머니
제45화 아름다운 고백
제46화 만장일치
제47화 여자는 무엇으로 사는가
제48화 예비 시어머니 대 예비 며느리
제49화 두얼구의 시어머니
제50화 가족만들기
제51화 김치와 AS
제52화 그 집 형제에게 무슨일이 있었는가
제53화 너희가 아줌마를 아는가
제54화 여자의 질투
제55화 이 세상의 부모마음
제56화 사위노릇 아들노릇
제57화 나는 꿈꾼다 이런 사랑을
제58화 태몽과 콩국수
제59화 반지와 수박
제60화 제주도로 간 사람들
제61화 황제와 마돈나
제62화 어머니의 운전면허
제63화 로미오와 줄리엣
제64화 초대받지 않은 손님
제65화 사랑과 조건
제66화 바보사랑
제67화 곗돈과 중고차
제68화 여자는 무엇으로 사는가?
제69화 낭만에 대하여
제70화 나도 한때는
제71화 사랑과 이별(최종회)

### 내용주
1. ↑  참고로, 극중 김민준(배일집 분)의 이복 고모 김복희 역으로 단역 출연한 연기자는 여성 원로 연극배우 겸 연기자 김복희(1935년생) 선생이다.
2. ↑  참고로, 극중 김민준(배일집 분)의 이복 고모부 최길호 역으로 단역 출연한 연기자는 남성 원로 영화배우 겸 연기자 최길호(1936년생) 선생이다.

### 참조주
1. ↑  김병구 (1998년 11월 11일). “방송사 가을개편 분석-제작비 절감 초점…공공성 소홀”. 매일신문. 2018년 4월 20일에 원본 문서에서 보존된 문서. 2018년 4월 20일에 확인함.

| 문화방송 주간 코미디 드라마 | 문화방송 주간 코미디 드라마                       | 문화방송 주간 코미디 드라마 |
| 이전 작품                   | 작품명                                            | 다음 작품                   |
| --------------------------- | ------------------------------------------------- | --------------------------- |
| -                           | 여자 대 여자 (1998년 4월 25일 ~ 1999년 10월 14일) | -                           |